# Brian David Josephson
Brian David Josephson (n. 4 ianuarie 1940, Cardiff, Țara Galilor, Regatul Unit) este un fizician britanic,
evreu din Țara Galilor, laureat al Premiului Nobel pentru Fizică în 1973 pentru descoperirea efectului care-i poartă numele.
S-a născut la Cardiff, în Țara Galilor, într-o familie   evreiască.
Mama sa a fost Mimi Josephson (1911 - 1998 ), femeie de litere.